# 漂移–扩散方程
漂移-扩散方程是用来描述半导体中载流子的运动规律的方程。它描述了两类运动：扩散电流和漂移电流。漂移扩散方程和泊松方程一起可以用来计算半导体内的电势分布和载流子浓度分布，该模型应用广泛，属于用半经典性模型。

## 公式
n型半导体：:{\displaystyle {\frac {\mathbf {J} _{n}}{-q}}=-D_{n}\nabla n-n\mu _{n}\mathbf {E} }
p型半导体：:{\displaystyle {\frac {\mathbf {J} _{p}}{q}}=-D_{p}\nabla p+p\mu _{p}\mathbf {E} }
电流连续性方程：
{\displaystyle {\frac {\partial n}{\partial t}}=-\nabla \cdot {\frac {\mathbf {J} _{n}}{-q}}+R}
{\displaystyle {\frac {\partial p}{\partial t}}=-\nabla \cdot {\frac {\mathbf {J} _{p}}{q}}+R}
其中
- n and p 代表空穴和电子的载流子密度。
- q 代表基本电荷。
- Jn and Jp 代表电子电流和空穴电流。
- R 代表载流子产生和复合率（R>0表示电子-空穴对正在被产生，R<0 表示电子和空穴复合了）

当光照在本征半导体中心上时,载流子在中间产生，并向两边扩散。由于电子（绿色）的扩散系数高于空穴（紫色），电子在中心处的堆积比空穴更少。

- E 代表电场强度矢量
- {\displaystyle \mu _{n}} and {\displaystyle \mu _{p}} 代表电子和空穴的[迁移率]]

扩散系数D和迁移率{\displaystyle \mu }的关系可以用爱因斯坦关系表示：
{\displaystyle D_{n}=\mu _{n}k_{B}T/q,\quad D_{p}=\mu _{p}k_{B}T/q,}
其中 kB 是 波尔兹曼常数 T 是 绝对温度.
漂移电流和扩散电流是指不同的电流：
漂移电流：
{\displaystyle \mathbf {J} _{n,{\text{drift}}}/(-q)=-n\mu _{n}\mathbf {E} ,\qquad \mathbf {J} _{p,{\text{drift}}}/q=p\mu _{p}\mathbf {E} }
扩散电流：
{\displaystyle \mathbf {J} _{n,{\text{diffusion}}}/(-q)=-D_{n}\nabla n,\qquad \mathbf {J} _{p,{\text{diffusion}}}/q=-D_{p}\nabla p.}

## 举例
当半导体中的载流子分布处于非平衡态时，扩散就会发生。比如半导体两端有电势差的时候，或者半导体一部分有光照产生了载流子，造成局部载流子浓度增加。如右图所示，当半导体中间有光照时，中间部分有较高载流子浓度，并向两边扩散。